# Grand Tower (Illinois)
Pour l’article homonyme, voir Grand Tower.
Grand Tower est une ville du comté de Franklin, dans l'Illinois, aux États-Unis. Elle est incorporée le 28 décembre 1872.
Lors du recensement de 2010, la ville comptait une population de 605 habitants.

## Source de la traduction
- (en) Cet article est partiellement ou en totalité issu de l’article de Wikipédia en anglais intitulé « Grand Tower, Illinois » (voir la liste des auteurs).